# Miroir, mon beau miroir
Pour plus de détails, voir Fiche technique et Distribution.
Miroir, mon beau miroir est un téléfilm français à suspense réalisé par Serge Meynard et diffusé pour la première fois sur France 2 en juin 2008.

## Synopsis
Marie-Line, marchand d'art, est dans une recherche éperdue, presque névrotique du panneau manquant d’un triptyque ayant appartenu à sa famille. Sa relation avec son mari devient aléatoire et se distend ; Marie-Line l'assassine …

## Fiche technique
- Réalisation : Serge Meynard
- Scénario : d'après le roman de Barbara Abel
- Producteurs : Bénédicte Lesage et Ariel Askénazi
- Musique : Éric Neveux
- Directeur de la photographie : Bruno Privat
- Création des décors : Denis Champenois
- Décor de plateau : Marine Cambon
- Création des costumes : Catherine Gorne-Achdjian
- Coordinateur des cascades : Pascal Guégan
- Société de production : Mascaret Films
- Société de distribution : France 2
- Genre : Thriller
- Pays :  France
- Durée : 89 minutes
- Film de télévision
- Date de diffusion : 27 juin 2008 sur France 2

## Distribution
- Marie-France Pisier : Marie-Line
- Émilie Dequenne : Marion
- Malik Zidi : Lieutenant Lepic
- Michel Aumont : Paul, l'époux de Marie-Line
- Serge Hazanavicius : le comédien
- Romann Berrux : le jeune Ludo
- Sophie Le Tellier : Hélène
- Quentin Baillot : Morton
- Catherine Davenier : le juge
- Noémie Kocher : l'avocat
- Alexandra Ansidei : Alexandra